# António Manuel de Vilhena
António Manuel de Vilhena (Lisboa, 28 de maio de 1663 - Malta, Malta, 10 de dezembro de 1736), foi o 66.º Grão-Mestre Soberano da Ordem dos Hospitalários, tendo governado o arquipélago de Malta (onde então se achava a sede da ordem) desde 19 de junho de 1722 até à sua morte em 1736.

## Biografia
D. Frei António Manuel de Vilhena era um aristocrata português com ascendentes régios (era o quinto filho de D. Sancho Manuel de Vilhena, 1.º Conde de Vila Flor) e de sua primeira mulher e também sua prima, Ana de Noronha, filha do ministro Gaspar de Faria Severim.
Foi o terceiro grão-mestre da ordem de origem portuguesa (o primeiro fora D. Frei Fernando Afonso de Portugal, filho natural de D. Afonso I de Portugal, que fora 12.º grão-mestre da Ordem), e o segundo D. Frei Luís Mendes de Vasconcelos (1622-1623), que fora 55.º grão-mestre da Ordem.
Em 1703 foi elevado ao cargo de grão-chanceler da Ordem e chefe da língua de Castela e Portugal, mais tarde a Bailio de São João de Acre, assim como a Governador do Tesouro. Só em 1722 foi eleito Grão-Mestre da Ordem por voto de todos os eleitores sendo um dos mais notáveis no cargo pelo seu valor nas batalhas e pela sua integridade na Administração Pública. Tornou-se o seu nome conhecido em toda a Europa, pela habilidade, prudência e valor com que defendeu ataques dos Turcos. Acometido por Abdi-Capitan que contava com a presença de um dos cativos que havia em Malta na ocasião do ataque, não só o repeliu, mas também sufocou os movimentos de revolta.
Embora a maior parte dos grão-mestres de Malta não fossem muito queridos da população maltesa, Vilhena foi amado pelos seus contemporâneos por ter tentado melhorar a situação da ilha, criando inúmeras instituições de caridade na ilha. Para além disso, fundou na ilha de Malta a cidade de Floriana, assim batizada em homenagem ao Conde, seu pai, um subúrbio de La Valetta onde ainda hoje se ergue uma estátua em sua homenagem e onde criou o Palácio da Ordem. Construiu ainda o Forte Manuel e o Teatro Manuel (1731), que é tido como sendo o segundo mais antigo teatro da Europa ainda hoje em utilização.
A sua sepultura na Cocatedral de S. João é considerada a maior e mais sumptuosa de todas as sepulturas dos grão-mestres da Ordem de Malta.